# Presidente de Surinam
El presidente de la República de Surinam (neerlandés: President van de Republiek Suriname) es, de acuerdo a la Constitución de 1987, el jefe de Estado y de Gobierno de la República de Surinam, además de ser comandante en jefe de las fuerzas militares del país.
La actual presidenta es Jennifer Simons, perteneciente al Partido Nacional Democrático (NDP), que fue elegida tras las elecciones generales de 2025.

## Historia
El cargo de Presidente de la República fue creados tras la independencia de Surinam los Países Bajos en 1975, sin embargo, hasta 1987, el cargo era en gran parte ceremonial. El primer titular fue Johan Ferrier, un maestro de escuela y político veterano que se había desempeñado como gobernador. Dimitió como presidente en agosto de 1980, varios meses después de un golpe de Estado. Desde entonces, y hasta 1988, los presidentes titulares fueron instalados por el ejército del teniente coronel Bouterse, quien gobernó como dictador. La democracia se restableció en 1988, un año después de la aprobación de la Constitución, en la que se incluyeron los deberes y responsabilidades del Presidente. El 24 de diciembre de 1990, dos días después de la dimisión de Bouterse como comandante del ejército, el ejército informó al presidente Ramsewak Shankar de que él y su gabinete habían sido destituidos. El jefe de policía y comandante interino del ejército, Ivan Graanoogst, fue nombrado presidente interino. El 27 de diciembre de 1990, Johan Kraag fue nombrado presidente, y desde entonces, el jefe de Estado ha sido elegido de forma democrática.

## Proceso de elección

### Elegibilidad
En la Constitución se detallan las limitantes y los requisitos del cargo. En cuanto a los requisitos, estos se encuentran detallados en el artículo 92:
- Poseer la nacionalidad surinamesa
- Tener al menos 30 años de edad.
- No quedar excluido del derecho de sufragio activo y pasivo
- No haber actuado en violación de la Constitución
- Antes de presentar su candidatura, debe haber tenido su domicilio y residencia principal y real en Surinam durante al menos seis años.

### Elección
El presidente y el vicepresidente son elegidos por dos tercios de la mayoría de los miembros de la Asamblea Nacional para un mandato de cinco años y son responsables ante la misma. El Artículo 94 de la carta magna establece que, durante su mandato, el primer mandatario debe renunciar a cualquier cargo adicional en política o negocios.

### Juramento
De acuerdo con el Artículo 93, tanto el presidente como el vicepresidente debe presar el siguiente juramento, al momento de ser investidos en el cargo:

"Juro (prometo) que para ser elegido Presidente (Vicepresidente) de la República de Surinam no he dado ni prometido, ni daré ni prometeré, directa o indirectamente, bajo ningún nombre o pretexto, nada a nadie. Juro (prometo) que para hacer o abstenerme de hacer cualquier cosa en esta oficina, no aceptaré ninguna promesa o regalo, directa o indirectamente, de cualquiera que sea. Juro (prometo) que en el desempeño del cargo de Presidente (Vicepresidente) atenderé y promoveré, con todas mis facultades, los intereses del condado y del pueblo. Juro (prometo) que defenderé y preservaré, con todos mis poderes, la independencia y territorio de la República de Surinam; que protegeré la libertad general y particular y los derechos de todas las personas y emplearé, para el mantenimiento y promoción del bienestar particular y general, todos los medios que las leyes y circunstancias pongan a mi disposición, como un Presidente bueno y fiel (Vicepresidente) debería hacer. Juro (prometo) obediencia a la Constitución y todas las demás reglas de la ley. Juro (prometo) lealtad a la República de Surinam. Así que ayúdame Dios Todopoderoso (que declaro y prometo) "."
Artículo 93, Constitución de la República.

## Facultades y obligaciones
- Poder de reformar la Constitución.
- Nombrar gabinete.
- Respetar y hacer respetar la Constitución.
- Hacer mantener la calma en el país.
- Llamar a elecciones cada 5 años según la Constitución de 1987.
- Decretar la ruptura de relaciones y, previa resolución del Poder Legislativo, declarar la guerra.
- Tomar medidas prontas de seguridad en los casos graves e imprevistos de ataque exterior o conmoción interior.
- El mando superior de todas las Fuerzas Armadas.